# Oswaldella tottoni
Oswaldella tottoni is een hydroïdpoliep uit de familie Kirchenpaueriidae. De poliep komt uit het geslacht Oswaldella. Oswaldella tottoni werd in 1996 voor het eerst wetenschappelijk beschreven door Peña Cantero & Vervoort. 